# Divina Pastora de las Almas
La Divina Pastora de las Almas es una advocación de la Virgen María. La representa como una pastora celestial. Surgió en Sevilla, España a comienzos del siglo XVIII, siendo su primera Hermandad la de Santa Marina de Sevilla, Cuna y Origen de la Devoción, y está presente en varios países.

## Orígenes de la devoción

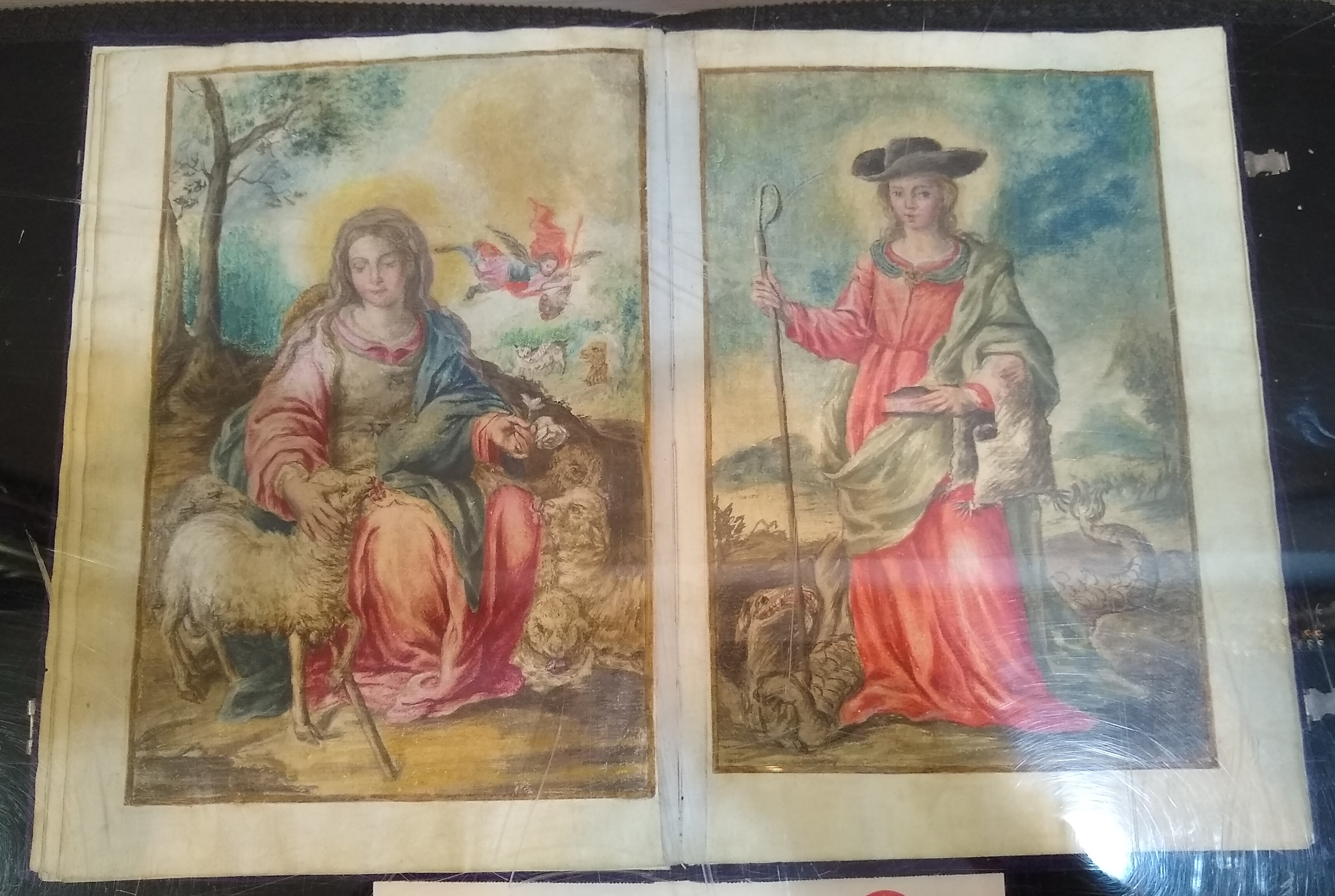
Ilustraciones de las reglas de la Primitiva y Real Hermandad de la Divina Pastora y Santa Marina (1731 - 1732) Cuna de la Devoción Pastoreña.

Existen referencias de la Virgen María como pastora en la vida y escritos de Juan el Geómetra (siglo X), san Juan de Dios (siglo XVI), san Pedro de Alcántara (siglo XVI) y la venerable María Jesús de Ágreda (siglo XVII).
La devoción a la Divina Pastora de las Almas tiene su origen en el siglo XVIII en Sevilla, dándose a conocer por parte del fraile Isidoro de Sevilla, tras un largo y hondo estudio mariano de esta nueva representación de la Santísima Virgen, la cual, según la leyenda y explicación que ha llegado a nuestros días, él la soñó o imaginó "con traje y aspecto de Pastora, mandándole predicar la devoción a Ella bajo ese título", encargando hacer un lienzo, al pinto Alonso Miguel de Tovar con la imagen de la Divina Pastora tal y como él la había visto, dándole la descripción que a continuación se cita. Con los años, se ha mantenido la tradición oral pero no escrita, de que la Virgen se apareció a Fray Isidoro de Sevilla vistiendo dicho traje y título, y durante el Siglo XX se extendió la idea de que esto ocurrió en la noche del 24 de junio de 1703 en el Coro bajo del Convento de Capuchinos de Sevilla, no siendo esto más que una feliz y dulce explicación del inicio de la devoción a la Divina Pastora.

En el centro y bajo la sombra de un árbol, la Virgen Santísima sedente en una peña, irradiando de su rostro divino amor y ternura. La túnica roja, pero cubierto el busto hasta las rodillas de blanco pellico, ceñido a la cintura. Un manto azul, terciado al hombro izquierdo, envolverá el contorno de su cuerpo, y hacia el derecho, en las espaldas, llevará el sombrero pastoril, y junto a la diestra aparecerá el báculo de su poderío. En la mano izquierda sostendrá unas rosas y posará la mano derecha sobre un cordero que se acoge hacia su regazo. Algunas ovejas rodearán a la Virgen, formando su rebaño, y todas en sus boquitas llevarán sendas rosas, simbólicas del avemaría con que la veneran. En lontananza se verá una oveja extraviada y perseguida por el lobo –el enemigo emergente de una cueva con afán de devorarla, pero pronuncia el avemaría, expresado por un rótulo en su boca, demandando auxilio; y aparecerá el arcángel San Miguel, bajando del Cielo, con el escudo protector y la flecha, que ha de hundir en el testuz del lobo maldito

El 15 de agosto, el fraile acudió nuevamente al pintor para pedirle que añadiese en la parte superior dos ángeles sosteniendo una corona imperial.
Este fraile fundó la primera Hermandad del Rebaño de María en la iglesia de San Gil el 23 de septiembre: la Primitiva y Real Hermandad de la Divina Pastora y Santa Marina, Cuna y Origen de la Devoción Pastoreña, y matriz de todas las que existen y existieron. La primera escultura, encargada por este religioso, fue realizada en 1704 por Francisco Antonio Ruiz Gijón. Se trataba de una imagen de la Virgen de vestir que era sacada en procesión acompañada por feligreses que rezaban el santo rosario. La escultura fue trasladada en 1705 a la iglesia de Santa Marina, a donde trasladó su sede la hermandad que la tenía como titular.
Fray Isidoro de Sevilla escribió a finales de noviembre de 1703 el libro La Divina Pastora Coronada, que se publicó en 1705.

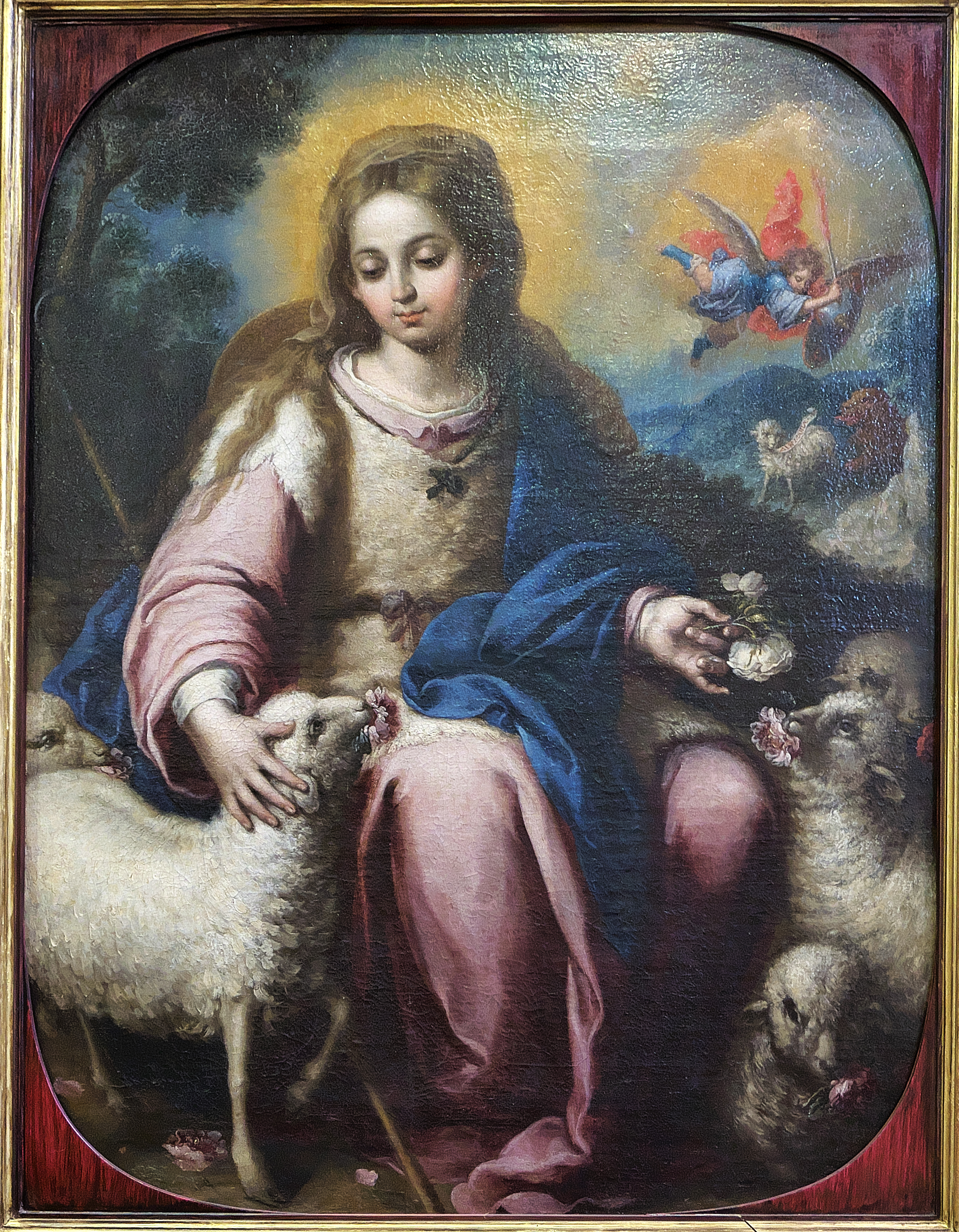
Capilla de la Divina Pastora (Sevilla). Pintura, óleo sobre lienzo, de Alonso Miguel de Tovar (1732), obsequio de José María Téllez-Girón y Benavides, VII duque de Osuna para un estandarte que conserva la Hermandad de la Divina Pastora de las Almas y Santa Marina.

La orden capuchina no autorizó que la imagen de la Divina Pastora estuviese en los conventos andaluces hasta 1742. En 1795 la Sagrada Congregación de Ritos de Roma autorizó la celebración de la misa y oficios propios de la Divina Pastora, redactados por el beato fray Diego José de Cádiz. El 30 de abril de 1797 Diego de Cádiz situó a la Divina Pastora en el convento de Sevilla y el 8 de mayo de 1798 un decreto del definitorio provincial ordenó la colocación de un 
altar con la Divina Pastora en todos los templos y conventos de la orden y su proclamación como patrona de las misiones capuchinas españolas.
En el convento capuchino sevillano se encuentra un cuadro de la Divina Pastora realizado por Domingo Martínez hacia 1745. La iglesia conventual conserva una escultura de la Divina Pastora realizada por José Fernández Guerrero en 1822. En la iglesia del convento tiene su sede un Redil Eucarístico de la Divina Pastora.
A comienzos del siglo XIX se le llamó Divina Pastora a una fragata de la Armada Española. Esta fragata viajó a América y fue a Galicia para transportar tropas durante la Guerra de la Independencia Española.
Existen imágenes de la Virgen con otras advocaciones que son vestidas de pastora. La Virgen del Rocío "se viste de pastora" cada siete años en dos ocasiones: cuando es trasladada desde su ermita en la aldea de El Rocío, en el municipio de Almonte, hasta la iglesia de la Asunción de la localidad de Almonte, y cuando se produce el traslado de regreso de la imagen a su ermita, aunque realmente muestra una vestimenta de "Dama caminante", propia de la época.
Desde mediados del siglo XX se le ha considerado patrona del deporte. La primera estampa donde se la representa como patrona de actividades deportivas se conserva la colección del fraile capuchino Manuel Saura Sandoval, de la comunidad del santuario de Nuestra Señora de Orito y San Pascual de Monforte del Cid, provincia de Alicante. En el anverso de la estampa, impresa en Barcelona, se habla de que la imagen campestre de la Virgen inspira a los amantes de las actividades saludables. El Málaga Club de Fútbol visita anualmente a la Divina Pastora de ese municipio antes de empezar la temporada. La Divina Pastora de Triana ha sido una imagen visitada frecuentemente por personalidades deportivas españolas desde la década de 1960 y junto a la Pastora de Santa Marina han presidido distintos eventos deportivos a lo largo del Siglo XX.
Esta devoción se extendió por Italia y América. siendo su Primitiva y Real Hermandad de la Divina Pastora de Santa Marina la que, desde los inicios de la devoción, se ha ocupado de llevar la devoción a la Santísima Virgen como Pastora a todos los rincones del mundo, junto a la Comunidad Capuchina y con el gran empuje de la devoción en Barquisimeto.

## Lugares de veneración

### España

#### Andalucía

##### Sevilla
- Primitiva y Real Hermandad de la Divina Pastora de Santa Marina: Hermandad Matriz de la Devoción y Cuna de la Devoción Pastoreña. Fundada por Fray Isidoro de Sevilla en 1703, tiene actualmente su sede en su capilla propia de la Divina Pastora de la calle Amparo, teniendo la gloria de ser la Primera Pastora del Mundo y el honor de haber defendido con primacía a nivel mundial, Votos tan importantes como el de la Asunción de María Santísima y el de su Realeza Universal. La Divina Pastora, es, además, la única Hermandad que tiene concedida la Medalla de Oro de la ciudad de Sevilla y en los últimos años ha protagonizado grandes momentos para la historia mariana y cofrade de Sevilla, como por ejemplo en septiembre de 2021, cuando fue la primera Hermandad en Sevilla que volvió a procesionar por las calles, tras la pandemia del COVID-19, que impidió las procesiones en España durante los años 2020 y 2021. La imagen, además, será Coronada Canónicamente el próximo 27 de septiembre de 2025, siendo esta la primera Coronación Canónica de una imagen de la Divina Pastora que se viva en la ciudad de Sevilla, como reconocimiento de la Iglesia Universal a la Primera Pastora del Mundo. [17] En 1731 la familia real ingresó en la hermandad y Felipe V fue nombrado mayordomo y hermano mayor perpetuo de la misma.[7]
- Hermandad de la Divina Pastora de Triana. Tiene su sede en la iglesia de Santa Ana del barrio de Triana. La devoción a la Divina Pastora en esta parroquia comenzó en el siglo XIX, cuando era párroco Miguel Mijares, que había sido fraile capuchino hasta la exclaustración. El párroco sucesor, Antonio López Pérez, fundó la hermandad con los devotos en 1880. El nombre completo es Real, Ilustre y Fervorosa Hermandad de la Divina Pastora de las Almas y Santa Ángela de la Cruz.[18]

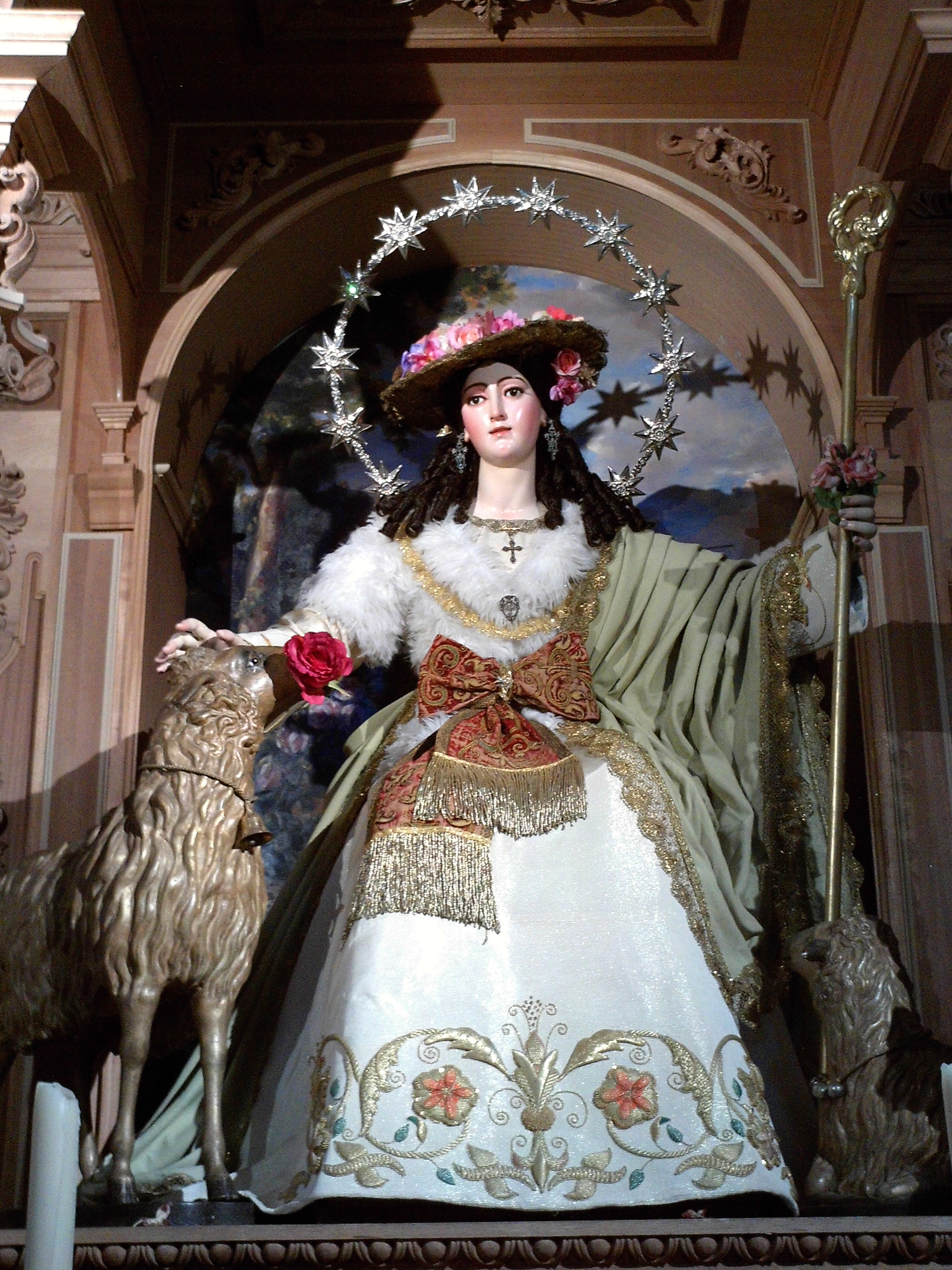
Divina Pastora de la iglesia de Santa Ana de Triana, Sevilla.

- Real Cédula de Felipe V de 1733, escrita y firmada por el monarca. Se proclamó mayordomo y hermano mayor de la Hermandad de la Divina Pastora y dotó con mil reales anuales propios la novena y fiesta de la hermandad.

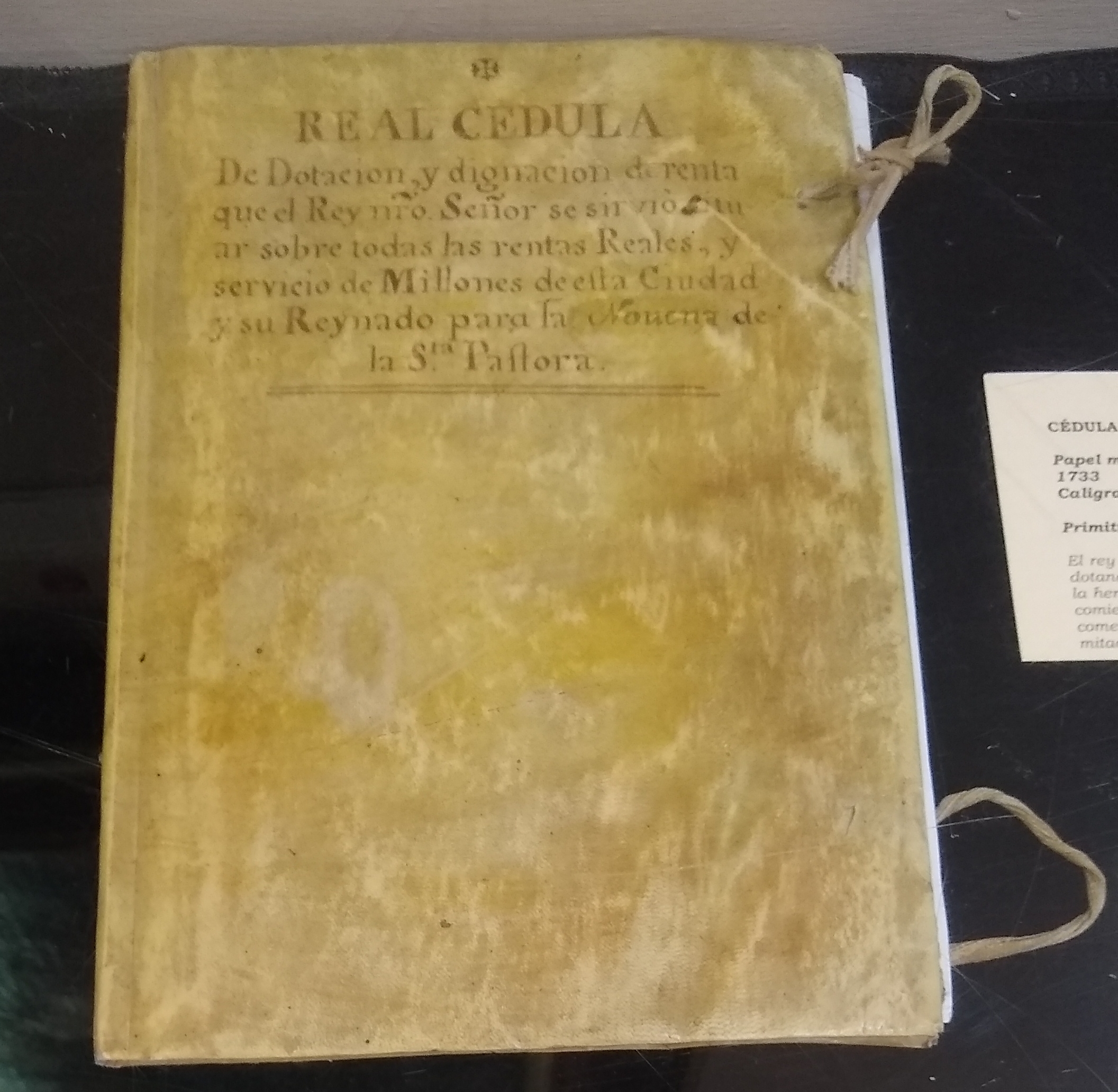
Real Cédula de Felipe V de 1733, escrita y firmada por el monarca. Se proclamó mayordomo y hermano mayor de la Hermandad de la Divina Pastora y dotó con mil reales anuales propios la novena y fiesta de la hermandad.

- Hermandad de la Divina de Pastora de San Antonio. Tuvo su origen en la predicación de fray Isidoro de Sevilla en la iglesia de San Lorenzo hacia 1730. En 1911 se trasladó a la iglesia del convento de San Antonio de Padua. La imagen de la Virgen fue realizada en el siglo XVIII. Su nombre completo es Antigua, Fervorosa e Ilustre Hermandad del Redil Eucarístico de la Divina Pastora de las Almas.[19]
- Divina Pastora de Barquisimeto en el estado Lara en Venezuela. En 2006 la diócesis de Barquisimeto decretó un Año Jubilar Mariano por los 150 años de la procesión de la Divina Pastora y los 50 años de la coronación canónica de esa imagen. Ese año, un grupo de devotos peregrinó a Sevilla, donde entregó una réplica de la Divina Pastora de Santa Rosa (Barquisimeto) a la Hermandad Primitiva de Santa Marina, y estos y aquellos, a los capuchinos de la ciudad. Los venezolanos que había en la ciudad española crearon esta congregación y un año más tarde, la Hermandad Primitiva de Santa Marina peregrinó hasta Barquisimeto, como Matriz de todas las que existen y existieron.[20]
- Redil Eucarístico de la Divina Pastora de las Almas y del Beato Diego José De Cádiz. Asociación religiosa que tiene su sede en la iglesia del convento de los Capuchinos. A la imagen de la Virgen le fue impuesta una corona el 22 de mayo de 1921 por el obispo de Ostracine Inocencio Dávila, siendo esta imposición elevada como canónica el 23 de mayo de 2004 por Carlos Amigo Vallejo.[21][22]

#### Utrera
En 1707 se fundó otra hermandad en honor de esta advocación en Utrera.

#### Cantillana

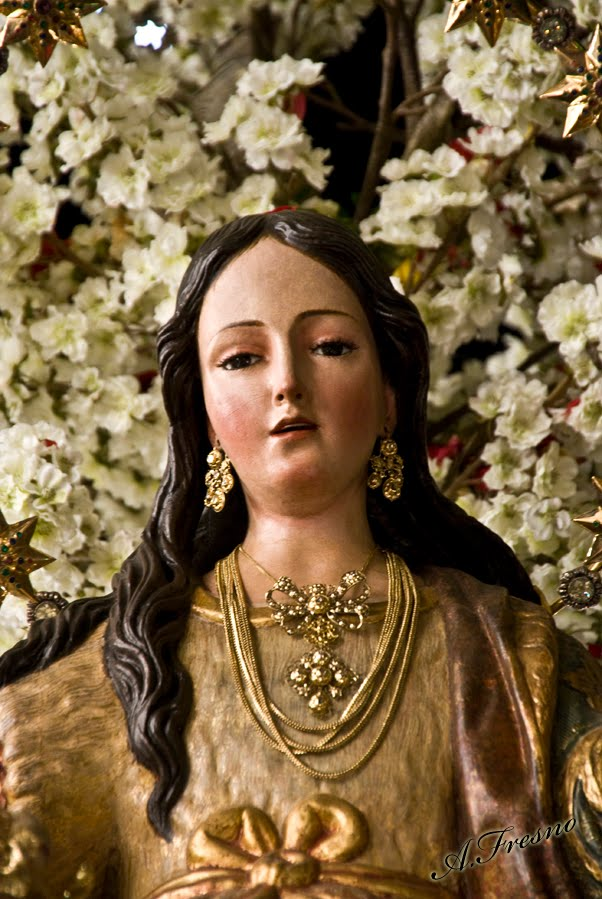
Divina Pastora de las Almas de Cantillana (Sevilla).

En el año del Señor de 1720, fue fundada esta Cofradía pastoreña en la Iglesia Parroquial de la mano de Fray Isidoro de Sevilla y gracias al parentesco que le unia a los Condes de la Villa [Vincentelo de Lecca], profusos devotos de la [Divina Pastora de Cantillana] Fue el primer Rosario que se vio por las calles de la villa. En la iglesia de la Asunción hay una pintura con forma oval de esta advocación atribuida a Bernardo Lorente Germán, que pudo haber estado en un antiguo estandarte de la hermandad.

#### Carmona
En Carmona fray Isidoro de Sevilla fundó una Hermandad de la Divina Pastora en 1706. En la actualidad la imagen de esta advocación, realizada en 1709, es titular de la Hermandad de Nuestro Padre Jesús Nazareno, Santa Cruz en Jerusalén, María Santísima de los Dolores y Divina Pastora de las Almas.

#### Olivares
En la colegiata de Olivares una imagen de la Divina Pastora atribuida a Francisco Ruiz Gijón en una capilla edificada a mediados del siglo XVIII.

#### Dos Hermanas
En este municipio estuvo predicando sobre la Divina Pastora el capuchino fray Luis de Oviedo el 6 de diciembre de 1733. Este instituyó el día 8 de diciembre una congregación en torno a esta advocación. En julio de 1743 estuvo en Dos Hermanas fray Isidoro de Sevilla. Esta hermandad se fusionó con una sacramental de la iglesia en 1954.
La imagen se encuentra en la iglesia de la Magdalena y fue realizada por José Montes de Oca en 1745, por encargo de fray Isidoro de Sevilla.

#### Marchena
En Marchena, la Divina Pastora, una imagen de finales del siglo XVIII de la iglesia de San Juan Bautista, procesionó en el Corpus Christi hasta mediado del siglo XX y fue usada para el Belén parroquial. A partir de 2015 un grupo de jóvenes, con el párroco a la cabeza, comenzaron a llevar a cabo una procesión anual de la Divina Pastora en septiembre.

#### Alcalá de Guadaíra
En Alcalá de Guadaíra hay una Hermandad de la Divina Pastora que tiene su sede en la iglesia de San Agustín. Procesionó por primera vez en 2016.

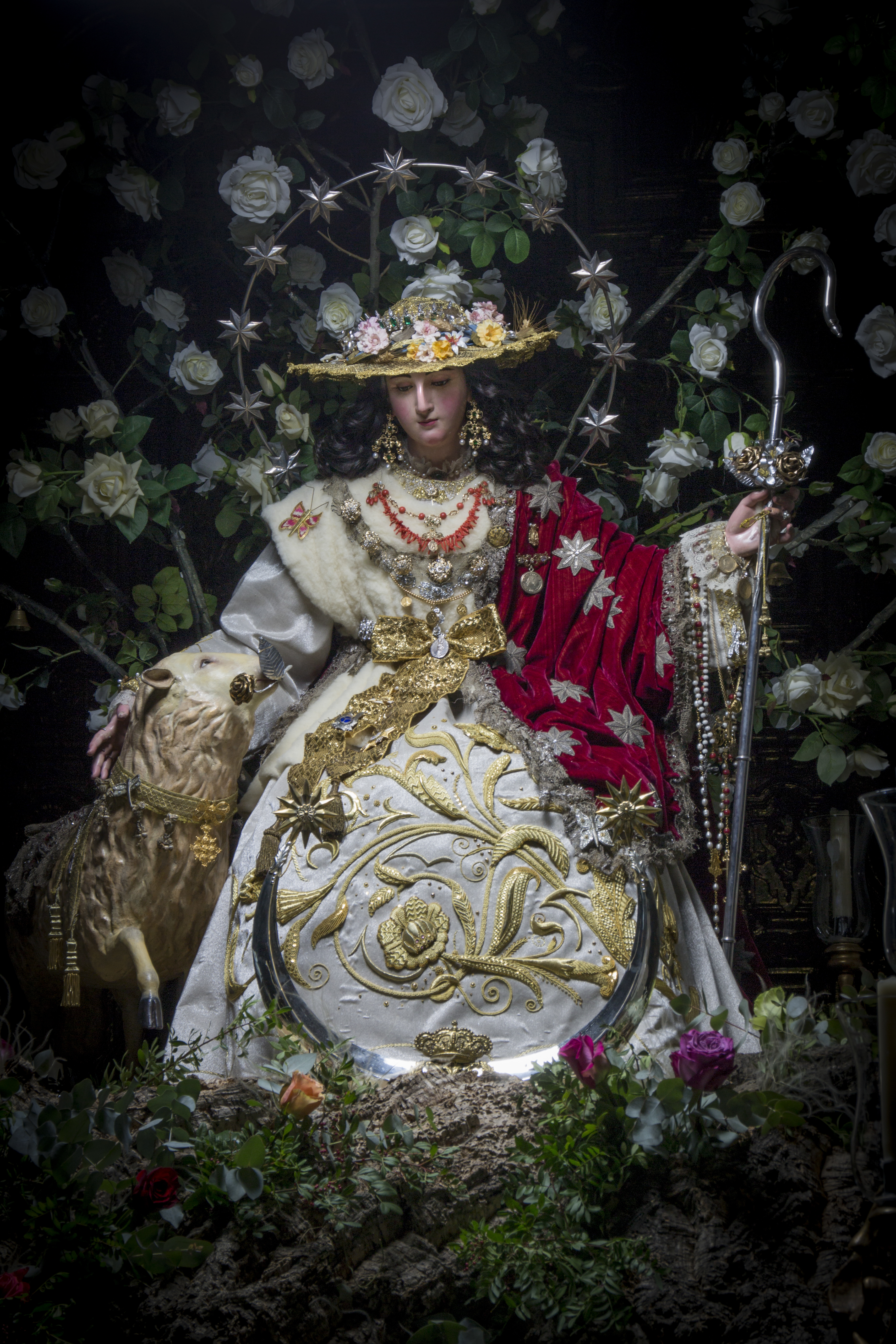
Divina Pastora de Marchena, anónimo s. XVIII. Foto: Óscar Torres & Juan Manuel Jurado

#### Sierra de Aracena
La devoción a la Divina Pastora en la sierra de Aracena, provincia de Huelva, comenzó en 1722 con las predicaciones del fraile capuchino Luis de Oviedo, que colaboró con fray Isidoro de Sevilla.
La iglesia de Nuestra Señora de Gracia del municipio de Los Marines alberga un estandarte de la Divina Pastora realizado por Alonso Miguel de Tovar. En la iglesia de San Sebastián de Higuera de la Sierra hay un cuadro de la Divina Pastora realizado por Tovar y un estandarte del siglo XVIII con una imagen de la Divina Pastora atribuida a este pintor, que era natural de esta localidad.
En la iglesia de los Remedios de Cortelazor hay un cuadro de la Divina Pastora realizado por Tovar en 1748.
La Hermandad de la Divina Pastora de Aracena contaba con una imagen de esta advocación del siglo XVIII realizada por Benito Hita del Castillo que se perdió en el incendio de la iglesia del Carmen provocado en 1936 por grupos anticlericales. En la actualidad, cuentan con una imagen realizada por Sebastián Santos Rojas en 1965. Celebra una romería el primer domingo de junio a la ermita de las Granadinas.

#### Málaga
El templo del antiguo convento capuchino de Málaga se convirtió en 1950 en iglesia parroquial del barrio, consagrada a la Divina Pastora y Santa Teresa de Jesús. Se encuentra en el barrio de Capuchinos. En este lugar tiene su sede canónica la Congregación de la Divina Pastora de las Almas, fundada en 1771 por el beato fray Diego José de Cádiz. La imagen de la Divina Pastora de Málaga ha sido atribuida por diversos historiadores a José Montes de Oca, del siglo XVIII. En la alcubilla del antiguo Acueducto de San Telmo, en la confluencia entre la calle Refino y la calle Carrera de Capuchinos, hay una imagen de terracota de esta advocación realizada en 1731 por Carlos de Hinojosa.
La novena a la Divina Pastora de Málaga, que celebra esta Congregación a principios del mes de mayo, está documentada por primera vez el 4 de mayo de 1791. Se celebraba con la colaboración de los frailes capuchinos.

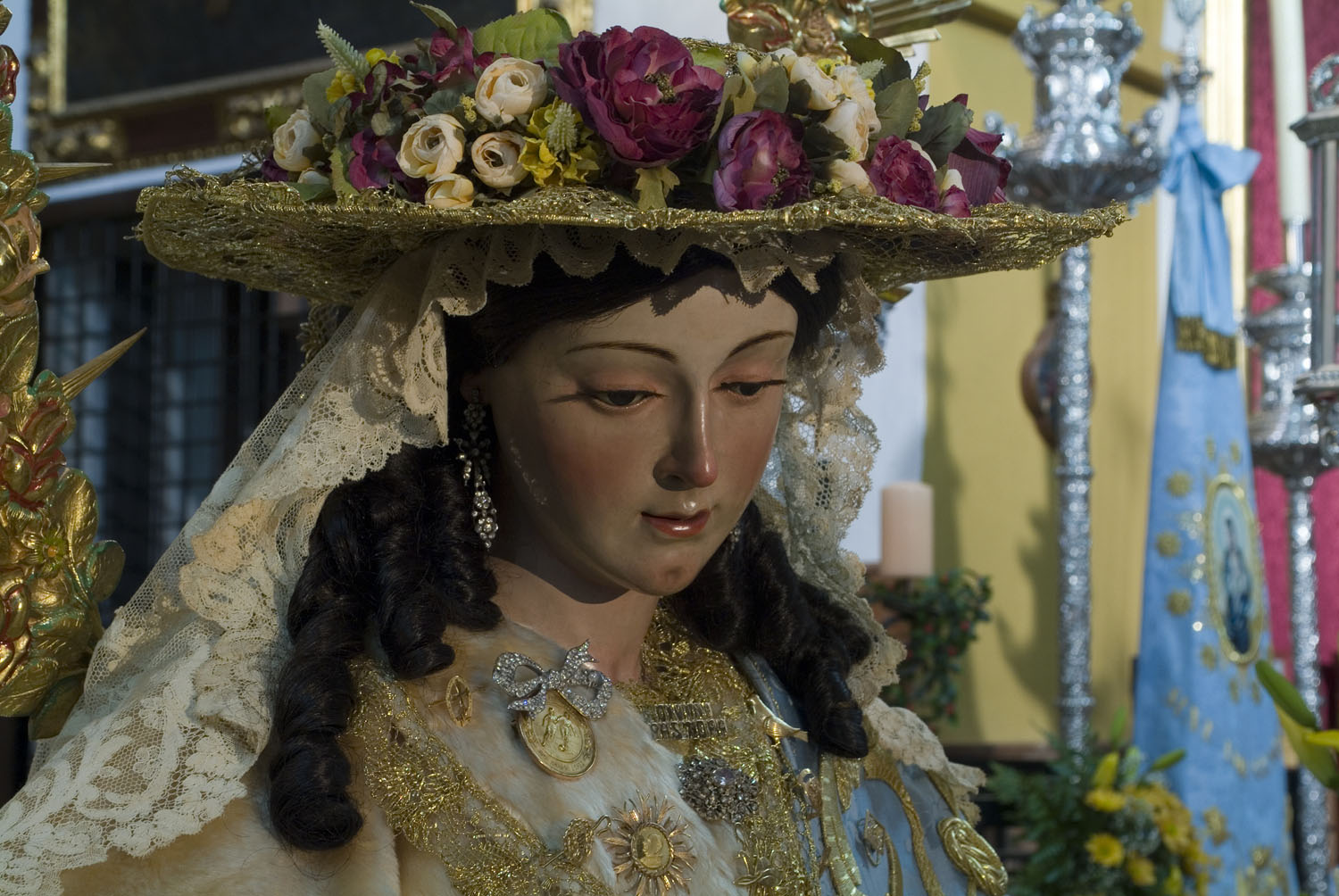
Divina Pastora de Málaga, atribuida a José Montes de Oca, del.

En el siglo XVIII el obispo de Málaga, Manuel Antonio Ferrer y Figueredo, solicitó que fray Diego José de Cádiz visitase la diócesis en misión apostólica por sus discurso en favor de la virtud cristiana. En 1773 fue por primera vez a Málaga, permaneciendo varios años el convento de la ciudad. En sus prédicas del templo del convento, este fraile divulgaba la devoción a la Divina Pastora de las Almas con un estandarte con la imagen de esta advocación. En 1779 visitó la ciudad para dar un discurso en la catedral de Málaga, pero debido a la gran afluencia de gente tuvo que darlo en la plaza Mayor.
Rafael de Vélez-Málaga, fraile capuchino y profesor de teología a comienzos del siglo XIX, divulgó esta advocación cuando enseñaba en los noviciados andaluces de la orden, en Ceuta cuando fue obispo y en Santiago cuando fue arzobispo.
El convento fue desamortizado en 1835. La iglesia siguió abierta y la devoción a esta advocación continuó. En 1865 un sacerdote conocido como padre Félix organizó coros que cantaban coplas dedicadas a la Divina Pastora en las misas.

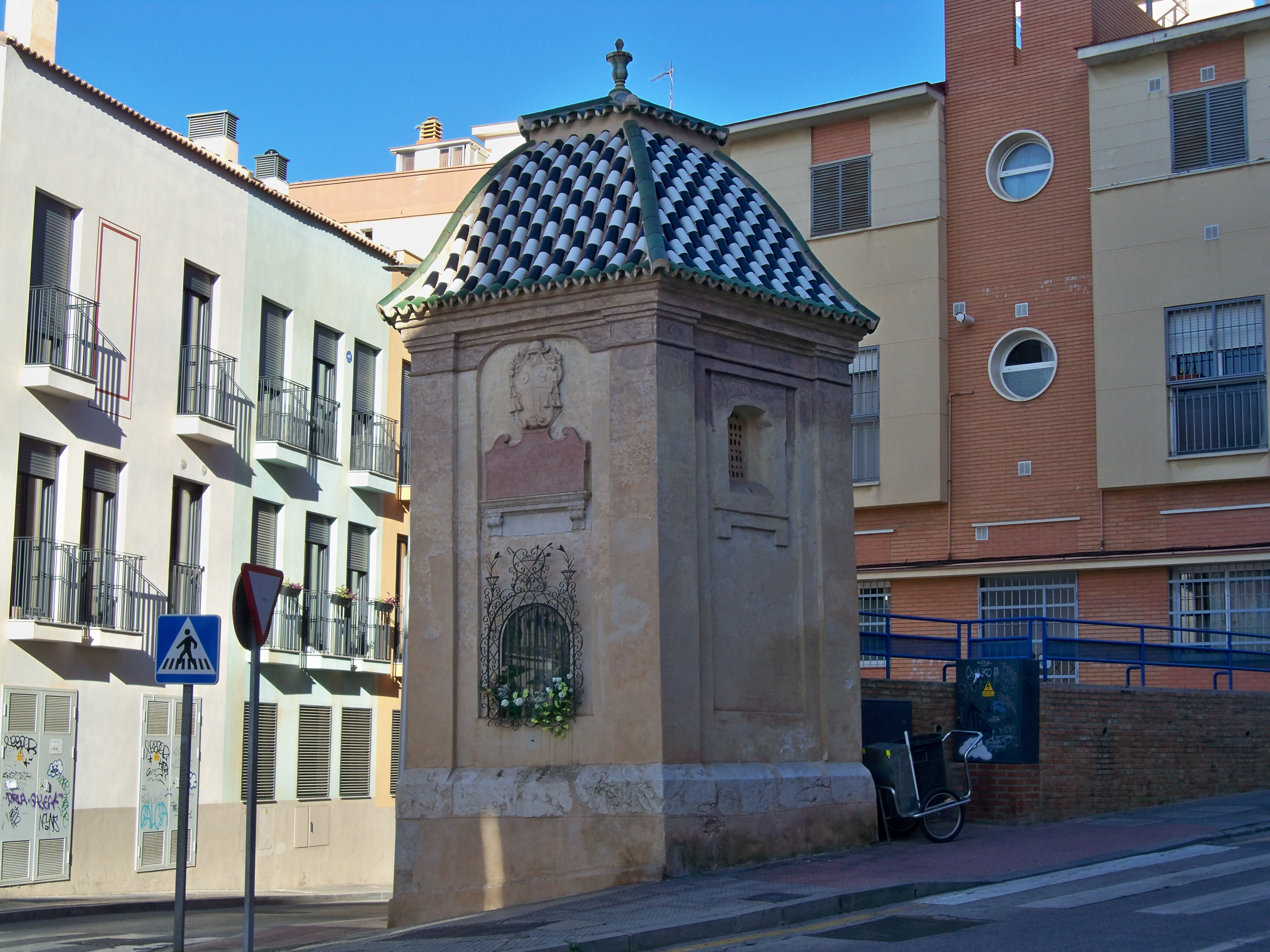
Alcubilla entre las calles Refino y Carrera de Capuchinos con una hornacina que guarda una imagen de terracota del de la Divina Pastora.

El beato Marcelo Spínola y Maestre fue obispo de Málaga entre 1886 y 1896. Fue un gran devoto de la Divina Pastora de las Almas. Dispuso que los canónigos de la catedral predicasen en los días de la novena y él mismo predicaba en el sermón del último día. En el año 1906 se aprobaron nuevos estatutos para la Congregación de la Divina Pastora de las Almas de Málaga. Además, perduran documentos sobre la novena en ese año y anteriores. 
El cronista malagueño Narciso Díaz de Escovar colaboró en 1908 y 1909 con flores para el altar de la novena. En 1920 predicó en la novena el sacerdote jesuita Tiburcio Arnaiz, con fama de santidad.
Tras la desamortización del siglo XIX el antiguo cenobio, anejo al templo, fue usado como hospital militar. Esto impidió que la iglesia fuese quemada por grupos anticlericales durante la II República. Entre 1931 y 1936 la congregación fue en declive hasta su desaparición durante la Guerra Civil, entre 1936 y 1939. Tras la desaparición de esta corporación, la imagen fue trasladada al convento de las clarisas, en la misma plaza. Este convento no fue exclaustrado ni saqueado en la década de 1930 porque se encontraba también junto al hospital militar. La congregación fue refundada en el antiguo templo de la Divina Pastora en 1948 por José Claros López, que fue nombrado hermano mayor perpetuo, y por feligreses que habían sido catecúmenos del sacerdote Santiago Estebanell y Suriñach.
Es patrona del barrio de Capuchinos de Málaga. En 1951 el obispo Ángel Herrera Oria le dio el rango de parroquia a este templo, con el título de Santa Teresa de Jesús. En 1970, por una petición de los feligreses, el obispo Ángel Suquía Goicoechea le otorgó el título a la parroquia como de la Divina Pastora y Santa Teresa de Jesús.
El 5 de octubre de 2024 fue coronada canónicamente por el obispo Jesús Catalá Ibáñez en la catedral de Málaga.
Por ser patrona del deporte, cada año el Málaga Club de Fútbol, antes de comenzar la temporada, realiza una ofrenda floral a la Divina Pastora.

#### Cambados
En Cambados se encuentra la ermita de la Divina Pastora, en un monte que se eleva sobre las ruinas de la iglesia de Santa Mariña Dozo. Es una tradición que todos los años haya una romería, donde suele haber puestos de melones y sandías. Estos frutos son habituales en las romerías de la provincia de Pontevedra, como la de Santa Rosaría de Sangenjo y la de San Roque de Villagarcía de Arosa. Antiguamente, eran vendidos por agricultores de la cercana localidad de Vilariño, aunque actualmente son diversos vendedores ambulantes. Es la fiesta más antigua de esta localidad y una de las romerías más importantes de Pontevedra, junto a la de San Benito de Lérez.

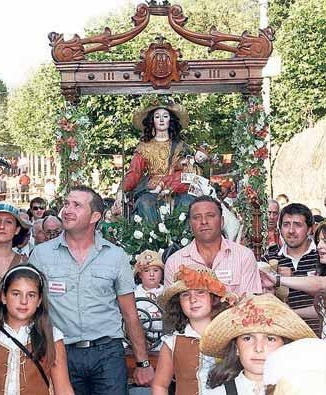
Procesión de la Divina Pastora por las calles de Cambados

En 1894 se fundó en Cambados una sociedad de seguros mutuos y caja de retiros para la vejez con el nombre de Asociación Cambadesa de la Divina Pastora, a la que se unieron los marineros locales. Estos marineros crearon el 17 de diciembre de 1917 la Cofradía de Pescadores de San Antonio, que es la corporación de este tipo más antigua de España.

#### Valencia
El 7 de marzo de 1957 el sacerdote capuchino Salvador de Rafelbunyol creó el Montepío de Previsión Social Divina Pastora  en Valencia para dar cobertura social a las empleadas domésticas. En 1959 ya tenía más de 10 000 afiliadas. Posteriormente, esta organización se transformó en la mutua aseguradora Divina Pastora, que en 2017 tenía más de 400.000 clientes y 60 oficinas en España.

#### Cádiz
En 1733 fray Isidoro de Sevilla fundaría la Hermandad de la Divina Pastora de Cádiz. Entre 1734 y 1736 se construyó la capilla de la Divina Pastora para esta hermandad en la actual calle Sagasta. La hermandad ha permanecido inactiva desde mediados del siglo XX, pero en 2012 la imagen salió en procesión.
En 2008 se constituyó la Hermandad de la Madre del Buen Pastor, con sede en la calle Trille, con una imagen de la Virgen que procesiona vestida de pastora.

#### Jerez de la Frontera
- Hermandad de la Divina Pastora de San Dionisio. El nombre completo es Agrupación Parroquial Serenisíma Reina de los Ángeles Divina Pastora de las Almas. Tiene su sede en la iglesia de San Dionisio. En 1713 fray Isidoro de Sevilla fundó la Hermandad de la Divina Pastora de Jerez[7] y una tradición dice que la imagen de la advocación fue traída por él. Esta hermandad desapareció en el siglo XIX y se refundó en el siglo XXI.[51]
- Hermandad de la Divina Pastora de Capuchinos. El nombre completo es Redil Eucarístico de la Divina Pastora de las Almas, Dulce Nombre de Jesús y Beato Diego José de Cádiz. Tiene su sede en la iglesia del convento de los capuchinos. Fue fundada en el siglo XXI.[52]

#### Gójar
En la primera mitad del siglo XVIII se fundó la Hermandad de la Divina Pastora de Gójar, provincia de Granada. Tiene su sede en la Iglesia de Nuestra Señora de la Paz. Su imagen está atribuida a Torcuato Ruiz del Peral. Es la patrona del municipio.

#### Motril
En la Iglesia de la Divina Pastora de Motril, provincia de Granada, también se encuentra otra hermandad dedicada a esta advocación. La imagen fue realizada en 1747 por Fernando de Ortiz.

#### San Fernando
En la iglesia de la Divina Pastora de San Fernando hay otra hermandad de este tipo. Fue fundada en 1782. La imagen, del siglo XVIII, fue coronada canónicamente el 1 de noviembre de 2004. Ese mismo año fue nombrada copatrona del municipio.

#### Jaén
En 1595 se fundó la Hermandad de la Limpia Concepción de María en el desaparecido convento de San Francisco de Jaén. En 1697 era conocida como Cofradía de los Pastores. A finales del siglo XVIII adoptó como titular a la Divina Pastora. En el siglo XIX, tras la desamortización, se trasladó a la iglesia de San Ildefonso. El nombre completo de la corporación es Ilustre, Fervorosa y Muy Antigua Hermandad de la Pura y Limpia Concepción de María y Archicofradía de la Divina Pastora de las Almas. La imagen, de finales del siglo XVIII, es atribuida a Manuel González de los Santos.

#### Eljas y San Martín de Trevejo
A comienzos del siglo XX se construyó una ermita dedicada a la Divina Pastora en Eljas, provincia de Cáceres. Paralelamente, se organizó una romería a este lugar en el segundo domingo después del de Resurrección en la que participan los vecinos de este pueblo y del cercano San Martín de Trevejo.
En Eljas un colegio se llama Divina Pastora.

#### Córdoba
Desde 2011 en Córdoba el Colegio de la Divina Pastora, de la Fundación Educativa Franciscana Ana Mogas, celebra anualmente una procesión en mayo con una imagen de la Divina Pastora por el barrio de San Miguel-Capuchinos de la ciudad. La fundación citada tiene otros colegios religiosos llamados Divina Pastora en Arenas de San Pedro, León, Madrid, Vallecas, Orense, El Barco de Valdeorras, Toledo y Villa del Río.

#### Mataró
En 1999 se fundó la Hermandad Rociera Divina Pastora de Mataró.

#### Madrid

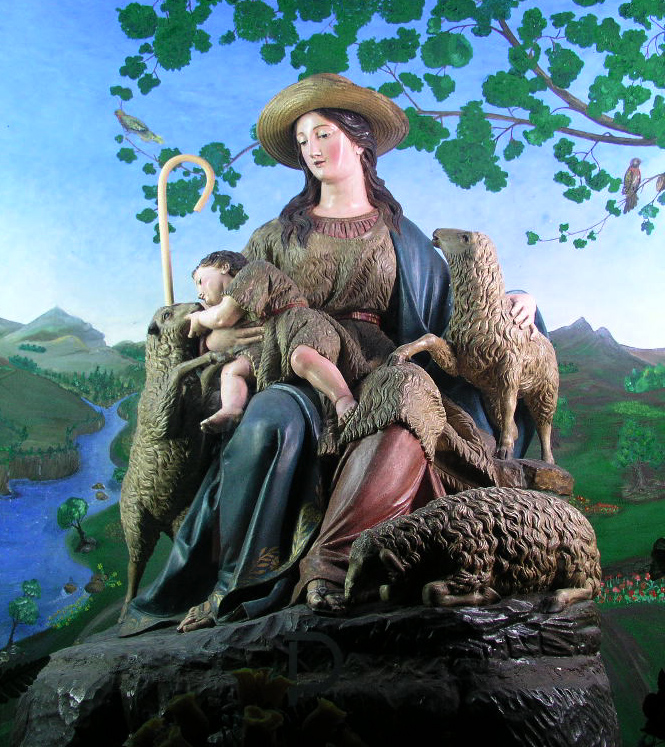
Divina Pastora venerada en el convento capuchino de El Pardo, Madrid.

En el convento de capuchinos de El Pardo, en el municipio de Madrid, hay una imagen del siglo XIX de la Divina Pastora realizada por Mariano Bellver y Collazos.

### Venezuela

#### Barquisimeto.

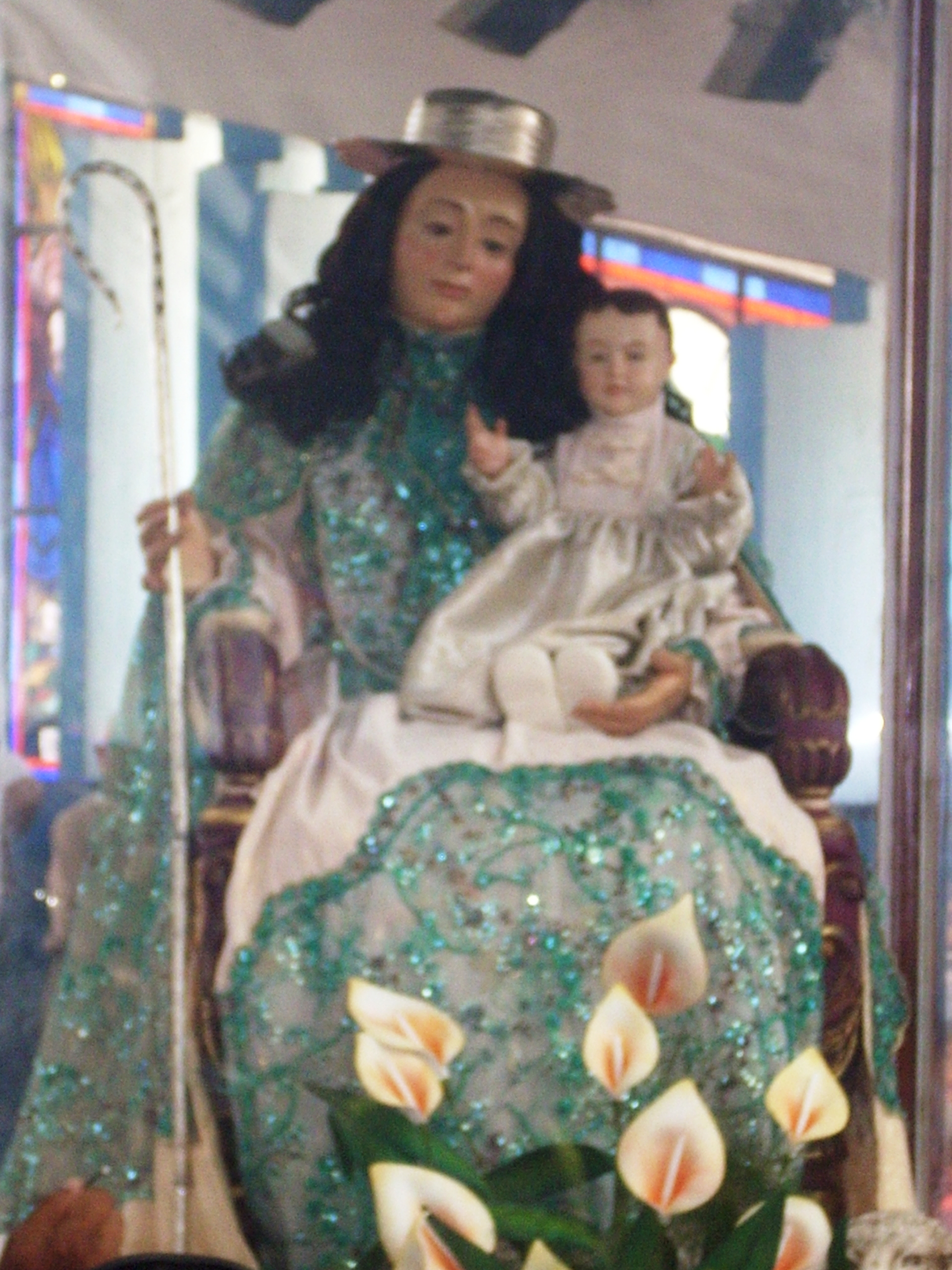
Divina Pastora de Barquisimeto.

En la basílica menor de Santa Rosa del municipio Iribarren, en el área metropolitana de Barquisimeto, Estado Lara, se encuentra la imagen de la Divina Pastora.
La imagen de la Divina Pastora llegó por una extraña equivocación a Santa Rosa, dado que el párroco había encargado en su lugar, la imagen de la Inmaculada Concepción desde Sevilla en 1736, a un famoso escultor en España. El párroco intentó devolverla, pero por mucho que lo intentaron, no pudieron levantar el cajón donde venía colocada la imagen de La Divina Pastora y esto, se tomó como señal que la Divina Pastora debía estar en el pueblo.
La solicitada virgen de la Inmaculada Concepción fue llevada a la iglesia de su mismo nombre. En el terremoto de 1812 ambas iglesias, la de Santa Rosa y la Inmaculada Concepción quedaron destruidas por el terremoto, pero las imágenes quedaron intactas, lo que se consideró un milagro.  Dichas iglesias fueron reconstruidas. Sin embargo, en 1814 la imagen de la Inmaculada fue llevada a la iglesia de San Juan. En 1817 se instalaron en ese templo los paúles, que le dieron a esa imagen de la Virgen la advocación de Nuestra Señora de San Juan de Lagos. En 2014 recuperó la advocación de la Inmaculada Concepción.
La Divina Pastora se mantuvo en su templo y, en 1855 hubo una epidemia de cólera en toda Venezuela, siendo Barquisimeto una de las ciudades más afectadas. El 14 de enero de 1856 el sacerdote José Macario Yépez, vicario de la ciudad, hizo traer en procesión la imagen de la Divina Pastora desde la iglesia de Santa Rosa hasta la de la Inmaculada Concepción y le pidió a esta advocación y a Cristo Redentor que la epidemia cesase, ofreciendo su vida para ello, lo que tuvo lugar posteriormente, siendo él la última víctima de esta enfermedad.
El 14 de enero se celebra la procesión de la Divina Pastora desde la basílica de Santa Rosa hasta la catedral de Barquisimeto. Se trata de un acto multitudinario al que acuden fieles de toda Venezuela. En 2007 acudieron dos millones de personas. La Divina Pastora se queda en la catedral unos tres meses. Durante ese tiempo es llevada a visitar a todas las parroquias de la ciudad. La imagen de la Virgen regresa a la basílica de Santa Rosa el sábado anterior al Domingo de Ramos.
La imagen de la Virgen cuenta con más de 200 trajes, de los cuales se conservan bien para su uso unos 70. En 2005 se construyó junto al templo un museo, donde se guardan estos vestidos.
La iglesia de Santa Rosa ha recibido el rango de basílica menor en el siglo XXI.

#### Municipio Ricaurte
El pueblo de La Divina Pastora del Jobal, en el sur de Cojedes, fue fundado en 1751 por misioneros capuchinos con indios achaguas, taparitas y guampos. A estos se les añadieron yaruros y otomacos. En 1774 tenía 1.404 habitantes. Este lugar fue conocido como Lagunitas, aunque posteriormente se le llamó oficialmente Libertad. Es la capital del municipio Ricaurte. La imagen de esta advocación se encuentra en el santuario de la Divina Pastora del Jobal. Es la patrona del municipio. Hay una procesión el 8 de septiembre.

### Cuba
En Cuba esta advocación es venerada en varios lugares, existiendo imágenes de la misma en la iglesia del Santo Ángel Custodio y en la iglesia de San Pedro Apóstol y la Divina Pastora de Batabanó, Mayabeque, siendo la patrona junto a san Pedro Apóstol, de dicho pueblo. También está la parroquia de la Divina Pastora en Santa Clara, Cuba.

### Filipinas

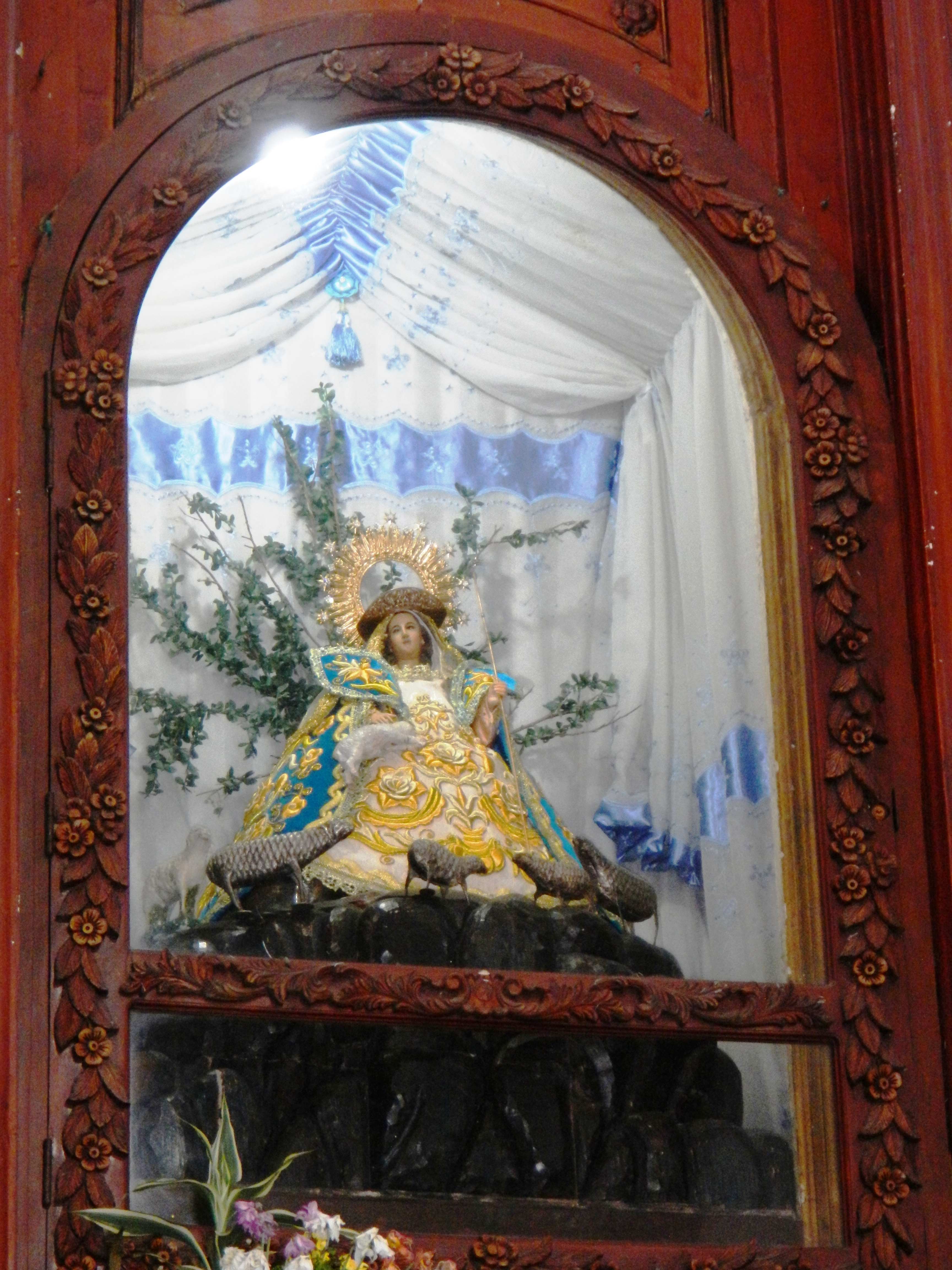
La Divina Pastora de Gapán.

Esta advocación mariana es venerada en la basílica menor y parroquia de los Tres Reyes en Gapán, en la provincia de Nueva Écija. La imagen fue coronada canónicamente por el obispo Mariano Gaviola el 26 de abril de 1964 y el 26 de abril de 1986 el templo fue declarado santuario nacional.
El origen de esta devoción en Gapán se remonta a mediados del siglo XVIII a raíz de Juana, hija del gobernadorcillo Bartolomé de la Cruz Valmonte y su esposa Eulalia Fernández. Juana tuvo un sueño en el que la Virgen María quería ser traída desde España, le contó la experiencia a un fraile en Manila y este le habló de que la devoción a la Divina Pastora estaba creciendo en España. Tras esto, se convirtió en una devoción familiar y, luego, pasó a ser popular y se le atribuyeron milagros.

### Guatemala
Es venerada en el municipio de Olopa, departamento de Chiquimula, por motivo de su fiesta patronal del 9 al 15 de marzo, en su santuario de la localidad.

### Brasil

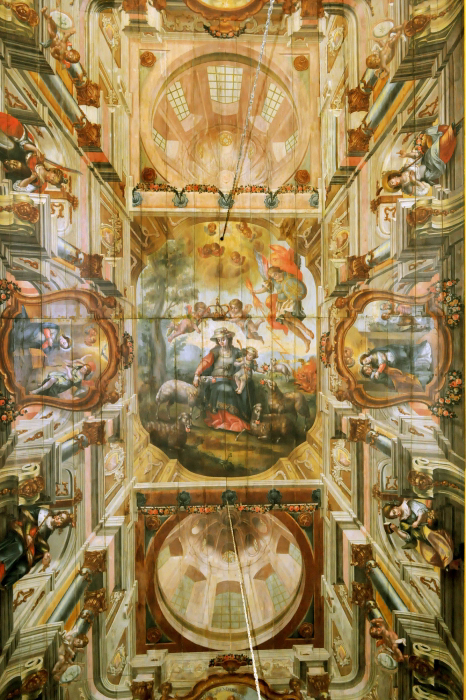
Techo del interior de la Iglesia Matriz de la Divina Pastora del municipio del mismo nombre de Brasil.

Hay una municipio llamado Divina Pastora, en el Estado brasileño de Sergipe, con una iglesia dedicada a esta advocación. La iglesia recibió el rango de parroquia en 1835 y el asentamiento la categoría de villa en 1836. El tercer domingo de octubre se celebra una romería en honor de esta advocación.

### Portugal
En el municipio de calheta en el pueblo de Ponta do Pargo en la isla de Madeira se venera una imagen de la Divina Pastora en un oratorio público.

### Italia
Existe una hermandad de la Divina Pastora (Confraternita della Madonna Pastorella) en la Basílica de San Martino (antigua colegiata) del municipio italiano de Martina Franca. En 1776 Cataldo Mauro pintó un óleo sobre lienzo de la Pastora entre los santos Juan Evangelista, Gregorio Magno y Nicasio de Reims para este templo. Desde el siglo XIX alberga una escultura de esta advocación en una capilla junto al presbiterio.
En la Iglesia de San Francesco de Stilo hay una escultura de la Divina Pastora. También hay una ermita dedicada a esta advocación en este municipio.

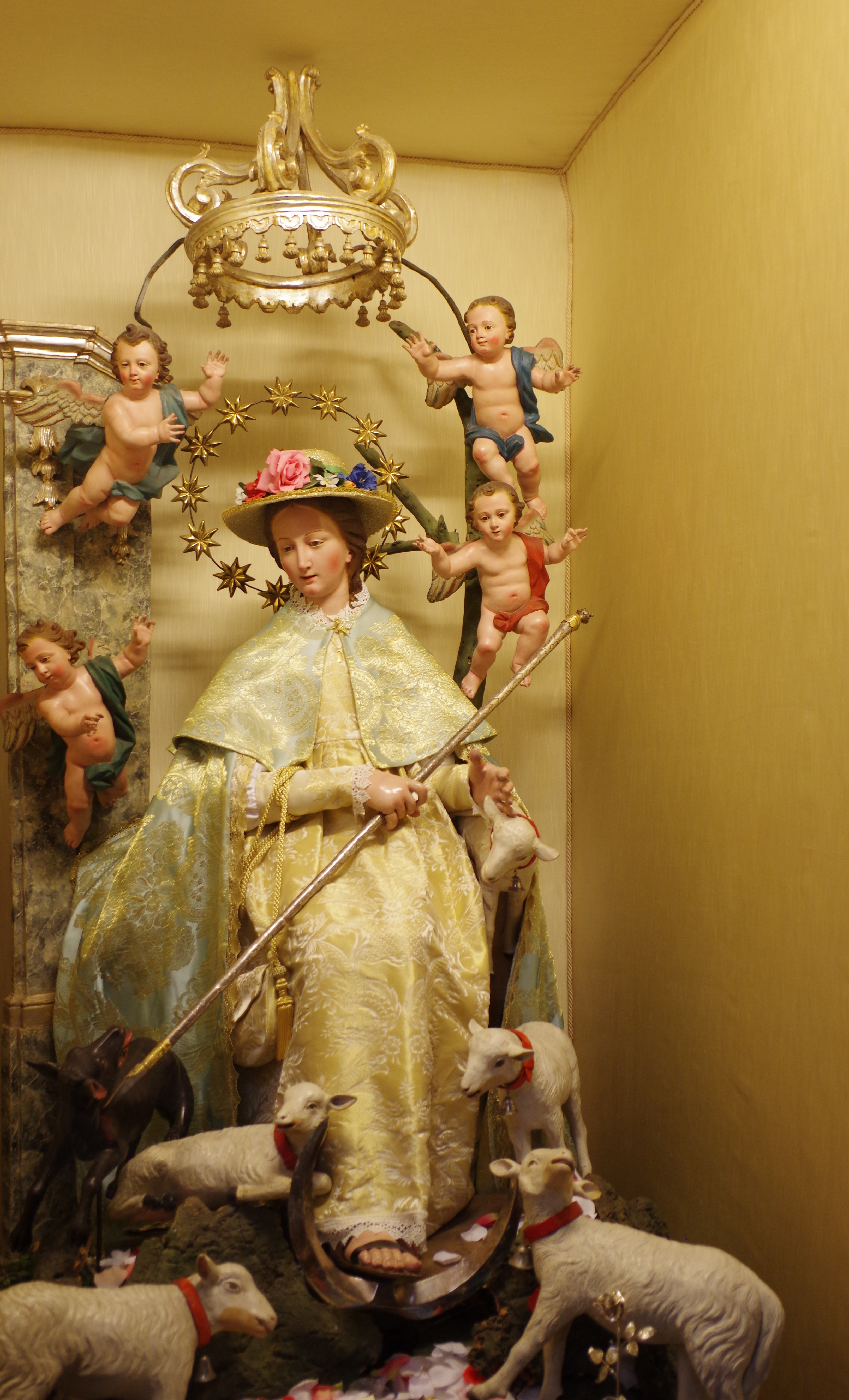
Divina Pastora en Martina Franca.
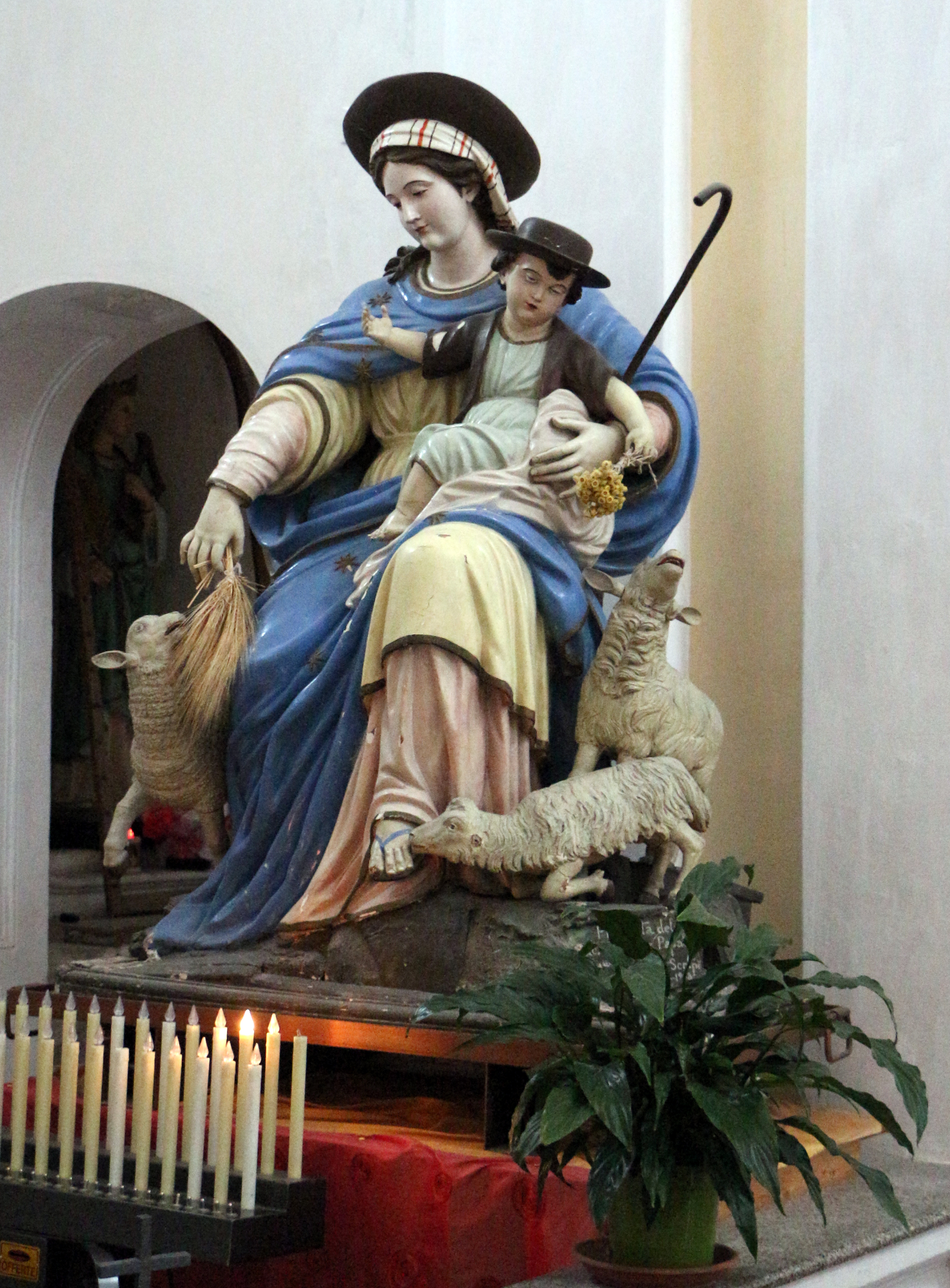
Divina Pastora en Stilo.
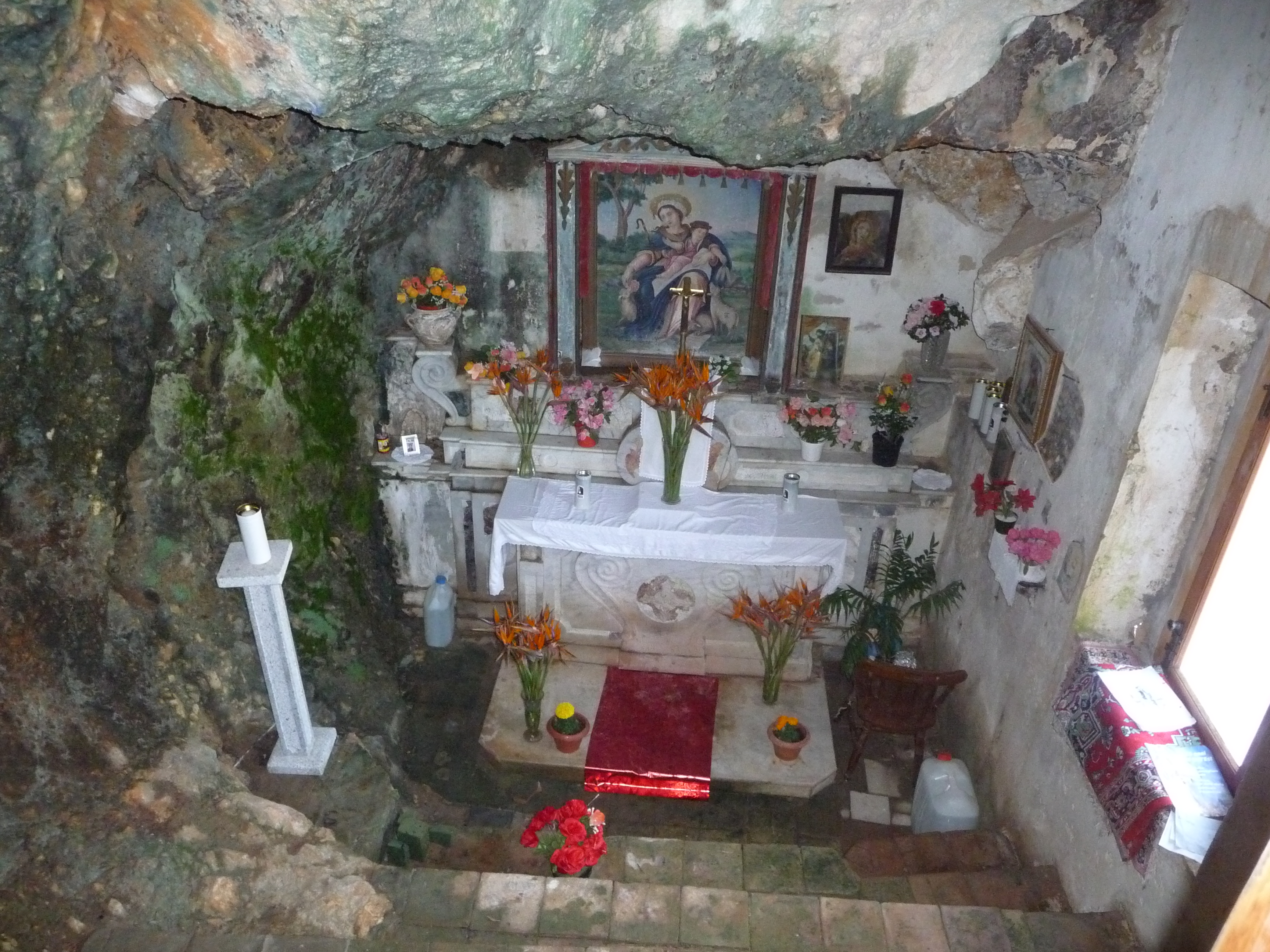
Interior de una ermita de Stilo.

## En museos
En el museo diocesano de Gerace, Italia, hay un cuadro de autor anónimo y fecha desconocida.
En el Museo Nacional de Arte de México hay un cuadro realizado por Miguel Cabrera hacia 1760.
En el Museo de Arte del Condado de Los Ángeles, Estados Unidos, hay otro cuadro realizado por Miguel Cabrera hacia 1760 procedente de México.
En el Museo de Arte de Filadelfia, Estados Unidos, hay un cuadro de finales del siglo XVIII realizado por José Campeche y Jordán.
En el Museo Carmen Thyssen de Málaga, España, hay un cuadro atribuido a Alonso Miguel de Tovar de hacia 1720.
En el Museo Nacional de Cerámica de Valencia, España, hay un panel de azulejos de finales del siglo XVIII.
En el Museo Getty de Los Ángeles, Estados Unidos, se conserva una imagen impresa realizada por Nicolaas Henneman en 1847.
El Museo del Prado de Madrid, España, conserva tres imágenes no expuestas de la Divina Pastora: un cuadro atribuido a Alonso Miguel de Tobar de hacia 1732 (que fue fotografiado por Jean Laurent entre 1865 y 1867) y dos dibujos anónimos del siglo XVIII (uno de los cuales tiene en el anverso el dibujo de un muchacho con un disco o esfera).